# Radioaktivni izotop
Radioaktivni izotop je atom. Jedro tega atoma ima enako število protonov in različno število nevtronov.
Atom ima torej enako vrstno število in različno masno število. Ker določa kemijske lastnosti elementov vrstno število, torej glede na kemijske lastnosti govorimo o istem atomu. Vsak radioaktivni izotop ima svojo hitrost razpadanja jedra atoma. Hitrost razpadanja jedra imenujemo razpolovni čas. Jedra pri razpadanju oddajajo delce alfa in delce beta ter sevajo žarke gama.
Delovanje radioaktivnih izotopov je za organizme škodljivo. Radioaktivni izotopi vplivajo na spremembe fizikalno-kemičnih razmer okolja in motijo biološki potek procesov. Kopičenje radioaktivnih izotopov v organizmih povzroča motnje v razvoju ali pa celo smrt. V znanstvenih raziskavah označijo določeno spojino z radioaktivnim izotopom in nato opazujejo njihovo pot v organizmih.